# Moss: Book II
Moss: Book II — приключенческая игра в виртуальной реальности 2022 года, разработанная и изданная американской студией по разработке видеоигр Polyarc. Игра является продолжением игры Moss и рассказывает о том, как главная героиня Квилл отправляется в путешествие, чтобы сразиться с магическими силами и спасти землю Мосс. Moss: Book II была выпущена в марте 2022 года для PlayStation 4 через PlayStation VR, а позднее в том же году получила порты для Meta Quest 2 и Windows. Версия для PlayStation 5 через PlayStation VR2 запланирована к выпуску на февраль 2023 года.

## Игровой процесс
Игра похожа на свою предшественницу, но имеет несколько ключевых дополнений. Игрок снова управляет Читателем, который помогает Квилл проходить через различные области и решать головоломки. Теперь Читатель может создавать мосты из лозы и разрушать объекты. Квилл теперь может карабкаться, что позволило сделать уровни более вертикальными, а также использовать новое оружие, например, молоток. Читателю нужно поднимать молоток в воздух, чтобы поражать им врагов.

## Разработка
Игра была разработана компанией Polyarc. Они заявили, что их целью было создать опыт, который использовал бы сильные стороны среды и не мог быть воспроизведён «если бы вы играли через Steam… на плоском мониторе». Команда заявила, что не хотела изобретать новую формулу, сделав своей основой «не испортить то, что мы поняли в первой игре, мы попали в очень хорошее место». По словам Polyarc, игроки часто говорили, что хотели бы иметь больший мир и большее разнообразие окружения, поэтому были приложены усилия для расширения масштабов. Игра также была задумана как более открытая, с возможностью возвращения назад через предыдущие области и коллекционными предметами, спрятанными на уровнях. При переносе на Meta Quest 2 команда сосредоточилась на оптимизации используемых материалов и шейдеров, при этом были сделаны специальные сокращения для поддержания производительности. Внимание было уделено тому, чтобы игра не вызывала у игроков укачивания, поскольку игрок в игре неподвижен, а переходы между различными областями осуществляются с помощью плавного перехода к черному. Головоломки не были слишком сложными, чтобы не заставлять игрока снимать гарнитуру для поиска решения.

## Восприятие
| Сводный рейтинг    | Сводный рейтинг |
| Агрегатор          | Оценка          |
| ------------------ | --------------- |
| Metacritic         | 83/100          |
| Иноязычные издания |                 |
| Издание            | Оценка          |
| Eurogamer          | Recommended     |
| IGN                | 8/10            |
| Push Square        | [ 11 ]          |
| Android Central    | [ 12 ]          |
| Game Rant          | [ 13 ]          |
| NME                | [ 14 ]          |
| Road to VR         | 8,5/10          |
| UploadVR           | Recommended     |

Игра получила «в целом благоприятные отзывы», согласно агрегатору оценок Metacritic.
Изданию Road to VR понравились визуальные улучшения по сравнению с предшественницей игры: «Каждый сегмент представляет собой великолепно детализированную диораму с мастерским вниманием к освещению и композиции». Android Central понравился больший масштаб спин-оффа, но он считает, что устаревшее оборудование PSVR сдерживает игру: ограниченное отслеживание затрудняет перемещение контроллера. IGN похвалил расширенные боевые возможности и то, как новое оружие вписалось в платформер: «Мало того, что оно поднимает бой за пределы простого размахивания мечом, так еще и головоломки используют каждую способность творчески». UploadVR раскритиковал короткую продолжительность игры, заявив, что «игра заканчивается как раз тогда, когда её лучшие идеи начинают реализовываться, а дальнейший потенциал остается нераскрытым». Хотя Eurogamer считает, что добавление только одного нового типа врагов ограничивает возможности игрового процесса, они высоко оценили новые дополнения к франшизе: «Эмоциональные повороты и новые игровые механики, представленные позже, гарантировали, что к концу игры мне захотелось большего».
Игра получила награду за лучшую VR/AR-игру на церемонии The Game Awards 2022.